# 術後嘔気嘔吐
術後嘔気嘔吐（じゅつごおうきおうと、Postoperative nausea and vomitingː PONV、ピーオーエヌブイ））は、麻酔後回復室（Post-anesthesia care unit） (PACU) の患者または手術後24時間以内に患者が経験する吐き気、嘔吐、またはむかつきの現象である。
PONVは、毎年全身麻酔を受ける人口の約10%が罹患するとされる。PONVは不快で、手術後の離床や食事、水分、薬の摂取が遅れる可能性がある。

## 原因
麻酔で一般的に使用される催吐性薬物には、亜酸化窒素、フィゾスチグミン(日本では使用されない)、およびオピオイドが含まれる。これらの薬は、化学受容器のトリガーゾーンを刺激すると考えられている。この領域は第4脳室底部にあり、実質的に血液脳関門の外にあるため、毒物や薬理学的刺激に対して非常に敏感である。ヒスタミン、ドーパミン、セロトニン、アセチルコリン、そして最近発見されたニューロキニン-1（サブスタンスP）など、いくつかの神経伝達物質が知られている。静脈内麻酔薬のプロポフォールは、現在、催吐性の最も低い全身麻酔薬である。

### 危険因子
2008年の研究では、全身麻酔薬プロポフォールを投与された後にPONVを経験した日本人患者121人と、投与後に術後の吐き気がなかった790人とを比較した。rs1800497の両コピーがGの人は、AGまたはAAの遺伝子型を持つ人に比べて、術後6時間以内にPONVを経験する確率が1.6倍高かったが、術後6時間以上経ってPONVを経験する確率は有意に高くはなかった。
PONVは、患者、手術、および麻酔科学的因子に起因する。
PONVのリスクを高める外科的要因には、長時間手術、婦人科、腹部、腹腔鏡、耳鼻咽喉科の手術、および子供の斜視手術が含まれる。
麻酔の危険因子には、揮発性麻酔薬、亜酸化窒素 (N2O)、オピオイド、および長時間の麻酔が含まれる。
PONVのリスクを高める患者要因には、女性、肥満、16歳未満の年齢、乗り物酔いまたは化学療法による吐き気の既往歴、高レベルの術前不安、PONV の既往歴のある患者などがある。
喫煙者や高齢者では、PONVのリスクが低い。

#### Apfelスコア
Apfelらによって作成されたリスク層別化法は、PONVの患者のリスクを決定するために開発された。以下の危険因子のいずれかが 0、1、2、3、または4つ存在する場合、それぞれの PONVリスクは 10、20、40、60、および80%に相当する。
- 女性
- 非喫煙者
-PONVまたは乗り物酔いの既往
-術後のオピオイド薬の使用予定

## 予防
PONVを予防するための治療オプションには、制吐薬 (オンダンセトロンやデキサメタゾンなど) などの薬物療法や、トロピセトロン、ドラセトロン、シクリジン、グラニセトロンなどの他の薬物が含まれる。ドロペリドールは QT延長を引き起こす可能性があり、頻繁には使用されない（米国の場合）。また、PONVを軽減するために、手術中に使用する麻酔薬の種類を決めたり、ブドウ糖液の静脈内投与を行ったりするなどの取り組みも行われている。全身麻酔の手術中に輸液を追加投与することで、手術後の吐き気・嘔吐のリスクを軽減できる可能性がある。小手術の場合、この方法のリスクと利点を判断するために、さらなる研究が必要である。

## 管理
現在、単独で特に有効な制吐薬はないため、専門家は複合的なアプローチを推奨している。嘔吐を防ぐための麻酔戦略には、可能な限り局所麻酔を使用し、嘔吐を引き起こす薬を避けることが含まれる。PONVを治療・予防するための薬物療法は、コストと副作用の両面から限界がある。危険因子がある人は予防的薬物療法が必要な場合が多いが、危険因子がない人は経過観察が適切である。

### 術前絶食
絶食ガイドラインでは、多くの場合、術前2～6時間の経口補液の摂取が制限されているが、Torbay 病院での大規模な後ろ向き分析では、手術室に移動するまで澄明な経口補液を無制限に摂取することで、術後の吐き気と嘔吐の発生率を大幅に減らすことができ、そのような保守的なガイドラインで存在するとされる副作用はなかった。

### 薬
PONV患者の治療には、多剤併用療法が効果的である。治療レジメンを選択する際には、多くの患者因子と薬物の副作用を考慮する必要がある。
- セロトニン (5-HT3) 受容体拮抗薬は、手術終了時に単回投与できる。副作用には、心電図でのQT間隔の延長が含まれる。薬剤には、オンダンセトロン、グラニセトロン、およびドラセトロンが含まれる。日本においては長年、PONVへの使用が認められていなかったが、2021年に保険承認となった[6]。
- 抗コリン薬は、患者の耳の後ろに長時間作用するパッチとして使用できる（米国の場合）。副作用には、口の渇きや視界のぼやけなどがある。眼に薬剤が移ると瞳孔散大を引き起こす可能性があるため、パッチの取り扱いには注意が必要である。高齢患者への使用は避ける必要がある。薬にはスコポラミンが含まれる。
- グルココルチコイドには直接的な制吐効果があり、術後のオピオイドの必要性を減らすことができる。有害作用には、一時的な血糖上昇、および創傷治癒の遅延が含まれる (賛否両論あり)。デキサメタゾンが含まれる。
- ブチロフェノンは通常、手術の最後に単回注射として投与される。副作用には、心電図上の QT間隔の延長が含まれる。薬にはドロペリドールとハロペリドールが含まれる。
- フェノチアジンは、オピオイド誘発性PONVの治療に特に効果的である。副作用は用量依存的であり、鎮静および錐体外路症状が含まれる。薬にはプロメタジンとプロクロルペラジンが含まれる。
- ニューロキニン 1 (NK1) 受容体拮抗薬は、嘔吐シグナルの伝達を防ぐ。薬にはアプレピタントとロラピタントがある。
- ヒスタミン受容体拮抗薬は、経口、筋肉内、または直腸を含む複数の経路で投与できる。副作用には口渇、鎮静、尿閉などがある。薬にはジメンヒドリナートとジフェンヒドラミンが含まれる。
- 麻酔薬であるプロポフォールは、独自の制吐特性がある[7]。

全身麻酔後の成人における術後の吐き気と嘔吐を予防するための薬物に関する 2020 年コクラン麻酔レビュー グループのレビュー: ネットワーク メタ分析 (レビュー) では、併用療法は単一の制吐薬よりも有効であり、デキサメタゾンとオンダンセトロン（よく使われる組み合わせ）はPONVに最も有効な制吐薬の2つであると示された。このレビューでは、アプレピタントやフォサプリタントのような新しいクラスの薬剤や、ラモセトロンのような既存のクラスの新しい薬剤の有効性を示す確かなエビデンスが追加されている。このレビューでは、対象薬剤の費用対効果については触れておらず、新しい新規薬剤の有効性が高まっているにもかかわらず、麻酔科診療での即時利用を妨げている可能性がある。

### 代替医療
制吐薬と組み合わせて、少なくとも1つの研究で、内関の指圧がPONVの緩和にプラスの効果をもたらすことがわかっている。別の研究では、統計的に有意な差は見られていない。代替指圧療法の一般的なタイプは、偽指圧と内関の使用の2つである。2015年の研究では、PONVの治療または予防において、どちらの療法にも有意差はないことがわかった。59件の研究のレビューでは、どちらの療法も吐き気の面に有意な影響を及ぼしたが、嘔吐には有意な影響を及ぼしていない。
カンナビノイドも PONV の予防や治療に検討されてきたが、2020年の後ろ向き研究の報告では、むしろPONVのリスク上昇と関連があったとされている。

## 疫学
一般的に、全身麻酔後の吐き気・嘔吐の発生率は25～30％と言われている。吐き気と嘔吐は患者にとって非常に苦痛であり、患者の主要な懸念事項のひとつである。嘔吐は、胃内容物の誤嚥などの主要な合併症と関連しており、口腔外科、顎顔面外科など、特定の処置後の手術結果を危険にさらす可能性がある。吐き気と嘔吐は退院を遅らせる可能性があり、日帰り手術を予定していた患者の約1％が、予期せぬ一泊入院を余儀なくされている。

## 関連文献
- Blackburn, J., Spencer, R. (2015). Postoperative nausea and vomiting.
- Pleuvry, B. (2015). Physiology and pharmacology of nausea and vomiting.